# Шангри-Ла (Титан)
Шангри-Ла (лат. Shangri-La) — тёмная деталь альбедо на поверхности Титана, самого большого спутника Сатурна.

## География и геология
Расположена рядом с экватором (координаты центра — 10° ю. ш. 165° з. д. / 10° ю. ш. 165° з. д.. Считается, что это обширная равнина, покрытая тёмным веществом. В прошлом регион был заполнен жидкостью, но сейчас её там не наблюдается. Шангри-Ла усеяна яркими «островами», высота которых значительно больше, чем у окружающего её ландшафта. Местность граничит с более обширными регионами, чья высота также превышает высоту Шангри-Ла: Ксанаду на востоке, Адири на западе и Дильмун на севере. Спускаемый зонд «Гюйгенс» приземлился на западной части Шангри-Ла, недалеко от границ с Адири. Местность Шангри-Ла была обнаружена на снимках космического аппарата «Кассини-Гюйгенс».

## Эпоним
Названа в честь тибетской земли вечной молодости Шангри-Ла, описанной в новелле «Потерянный горизонт» Джеймса Хилтона. Это название было утверждено Международным астрономическим союзом в 2006 году.